# By the Way
By the Way é o oitavo álbum de estúdio da banda de rock norte-americana Red Hot Chili Peppers. Foi lançado em 9 de julho de 2002 pela Warner Bros Records. Ele vendeu mais de 286.000 cópias na primeira semana, só nos EUA e chegou ao número dois no Billboard 200. Os singles do álbum foram "By the Way", "The Zephyr Song", "Can't Stop", "Dosed" e "Universally Speaking".
By the Way teve uma boa recepção da critica, e é reconhecido pelas canções melódicas e suaves. O álbum vendeu 1,8 milhões de cópias em sua primeira semana, sendo 281.948 cópias nos Estados Unidos. Ao total já vendeu mais de 20 milhões de cópias em todo o mundo.

## Escrita e composição
No álbum, John Frusciante teve uma grande participação em melodias com uma sonoridade emocional e comovente em toda a gravação. Também participou em grande parte do som do baixo, o que fez com que Flea achasse que seu poder na banda estivesse diminuindo.
Kiedis foi influenciado musicalmente pelo amor e sua namorada. As músicas do álbum, como "By the Way", "I Could Die for You", "Midnight", "Dosed", "Warm Tape", todas tiveram influência do amor. O tema das drogas também desempenhou um papel integral nas músicas escritas por Kiedis. Faixas como "This Is the Place" e "Don't Forget Me", expressam o seu desagrado intenso dos entorpecentes e os efeitos nocivos físicos e emocionais que lhe causaram. Ele referiu-se ao guitarrista Hillel Slovak em "This Is the Place", descrevendo como o uso de drogas o obrigou a faltar ao funeral: "On the day my best friend died/I could not get my copper clean". "Venice Queen" foi composta por Kiedis em homenagem a sua terapeuta Gloria Scott que ele conheceu durante uma reabilitação de drogas e que morreu logo depois que ele comprou-lhe uma casa em Venice Beach, Califórnia. Ele lamentou essa morte: "We all want to tell her/Tell her that we love her/Venice gets a queen/Best I've ever seen."
By the Way é diferente de estilos anteriores da banda, contendo mesmo assim algumas canções funk. "Can't Stop" e a faixa-título foram as únicas músicas com o antigo estilo do Red Hot Chili Peppers. "Throw Away your Television" continha uma linha de baixo orientada pelo funk, porém com influência de rock experimental, devido ao uso pesado de distorção ao longo do verso e refrão. "Cabron" é tocada inteiramente no violão e tem influências latinas."Tear" e "Warm Tape" foram mais baseadas no teclado do que na guitarra ou no baixo.
Tecnicamente, Red Hot Chili Peppers empregou em By the Way dispositivos para distorcer e alterar seqüências de guitarra e vocal. "Don't Forget Me" utiliza o Wah-wah, ecoando técnicas para transmitir uma atmosfera emotiva, enquanto Frusciante usa um Big Muff para os solos de "Minor Thing". Os backing vocals de Frusciante, apesar de presentes em Californication, tornaram-se dominantes em By The Way, aparecendo em quase todas as faixas.

## Lançamento
Sentindo extremamente confiante em seu álbum, o Red Hot Chili Peppers emitiu um comunicado dizendo que a música neste disco tem expandido seu espaço e os fez maiores. Chad Smith comentou que por sinal é um álbum muito dinâmico, rico e exuberante. Provavelmente, o melhor álbum da banda.[carece de fontes?] A Warner Bros Records promoveu fortemente o álbum nos meses anteriores ao lançamento do disco em 2002, especialmente para o mercado online, a fim de orientar que as pessoas não fizessem downloads ilegais. A gravadora implementou uma campanha de "Uma Canção Um Dia". Este programa, iniciado em 21 de junho, teve como objetivo exibir uma música
por dia até que o álbum fosse lançado. Mais de 150 estações de rádio participaram da divulgação do material novo da banda, juntamente com a MTV, VH1 e o iTunes, bem como as empresas de telefonia celular.
By the Way foi lançado em CD e LP em 9 de julho de 2002, sob o selo da Warner Bros, vendendo 281.948 cópias nos Estados Unidos em
sua primeira semana e 1,8 milhões em todo o mundo. Foi certificado ouro apenas alguns meses depois, em 26 de outubro de 2002.
Cinco singles foram liberados a partir dele, dos quais a faixa-título "By the Way" foi o maior sucesso, alcançando a posição #2 nas paradas do Reino Unido e #1 na Billboard rock. Embora o álbum vendesse menos cópias do que Californication, By the Way conseguiu pico na posição #2 na Billboard 200, um ponto mais elevado do que Californication. Em todo o mundo, o álbum estreou no número um no Reino Unido,
Suíça, Nova Zelândia, Áustria e Suécia; e número dois na França.

## By the Way Tour
Flea ainda estava chateado com os problemas que teve com John Frusciante durante as gravações do álbum. Flea sentia que John estava tentando assumir o controle da banda e que ele já não podia expressar-se no contexto do grupo. Com os seus problemas resolvidos, a banda lançou sua turnê para divulgar o álbum em New York City's Ellis Island; patrocinado pela rádio K-Rock, o evento foi intitulado de "Pep Rally", onde tocaram para vencedores de concurso. O local foi escolhido a fim de revigorar a baixa de Manhattan após os Ataques de 11 de setembro de 2001 e todos os recursos foram doados a organizações de caridade pertinentes. Imediatamente após isto, os Chili Peppers embarcaram em uma turnê mundial para divulgar o álbum. Começando na Europa, eles também tocaram em eventos como o Fuji Rock Festival. A banda culminou sua parte europeia da turnê, em fevereiro de 2003, e começou a dos Estados Unidos em 1 de maio. Os Chili Peppers tocaram no Madison Square Garden, em Nova York, em 3 de junho de 2003 para uma multidão com ingressos esgotados e com uma resposta entusiástica por parte dos críticos. A turnê nos EUA terminou em 21 de junho;. a banda deu uma pequena pausa antes de tocar no Slane Castle, em 23 de agosto, para uma multidão de mais de 80.000 pessoas que se chamou Live at Slane Castle, o resultado do show, que se tornaria o segundo DVD ao vivo do Red Hot Chili Peppers depois de Off the map.
Após várias apresentações no Japão e Austrália, o Red Hot Chili Peppers tinha previsto três noites no Hyde Park de Londres. Mais de 240 mil ingressos foram vendidos em poucas horas, com cerca de 80 mil pessoas indo a cada show em 19, 20 e 25 de junho, respectivamente.
Tornou-se o concerto de maior bilheteria em um local único na história, acumulando um número estimado de 17 milhões de dólares de receita bruta. Devido ao sucesso dos três shows, a banda lançou seu primeiro álbum ao vivo Live in Hyde Park. Mais tarde naquele ano, os Chili Peppers tocaram em 2004 na Convenção Nacional Democrata, em apoio das suas convicções políticas. Finalmente, eles tocaram no Rock am Ring Festival em uma das últimas apresentações da turnê By The Way.

## Capa
Todas as direções de pinturas, fotografia e arte são creditados a Julian Schnabel e Red Hot Chili Peppers. A mulher na capa de By the Way é Stella Schnabel, filha de Julian Schnabel e então namorada de Frusciante. Ele também preparou a capa de singles do álbum.

## Elogios
| Críticas profissionais                                                      | Críticas profissionais |
| Avaliações da crítica                                                       | Avaliações da crítica  |
| Fonte                                                                       | Avaliação              |
| --------------------------------------------------------------------------- | ---------------------- |
| allmusic                                                                    | [ 12 ]                 |
| NME                                                                         | [ 13 ]                 |
| Rolling Stone                                                               | [ 14 ]                 |
| Esta tabela precisa de ser acompanhada por texto em prosa. Consulte o guia. |                        |

A informação relativa elogios atribuídos a By the Way é uma adaptação da Acclaimed Music.
| Publicação    | País        | Elogio                                      | Ano  | Rank |
| ------------- | ----------- | ------------------------------------------- | ---- | ---- |
| Q Magazine    | Reino Unido | Top 20 dos álbuns da vida da Q (1986–2006)  | 2006 | 16   |
| Q Magazine    | Reino Unido | A coleção Ultimate Music                    | 2005 | *    |
| Rolling Stone | Alemanha    | Os 100 melhores álbuns desde outono de 1994 | 2003 | 71   |
| Rolling Stone | Alemanha    | Os 500 melhores álbuns de sempre            | 2004 | 304  |

(*) designa listas não ordenadas.

## Faixas
Todas as músicas escritas e compostas por Red Hot Chili Peppers (Anthony Kiedis, Flea, John Frusciante e Chad Smith).
| N.º | Título                       | Duração |  |
| 1.  | "By the Way"                 | 3:37    |  |
| 2.  | "Universally Speaking"       | 4:19    |  |
| 3.  | "This Is the Place"          | 4:17    |  |
| 4.  | "Dosed"                      | 5:12    |  |
| 5.  | "Don't Forget Me"            | 4:37    |  |
| 6.  | "The Zephyr Song"            | 3:52    |  |
| 7.  | "Can't Stop"                 | 4:29    |  |
| 8.  | "I Could Die For You"        | 3:13    |  |
| 9.  | "Midnight"                   | 4:55    |  |
| 10. | "Throw Away Your Television" | 3:44    |  |
| 11. | "Cabron"                     | 3:38    |  |
| 12. | "Tear"                       | 5:17    |  |
| 13. | "On Mercury"                 | 3:28    |  |
| 14. | "Minor Thing"                | 3:37    |  |
| 15. | "Warm Tape"                  | 4:16    |  |
| 16. | "Venice Queen"               | 6:07    |  |

| Faixa bónus japonesa |        |         |  |
| N.º                  | Título | Duração |  |
| 17.                  | "Time" | 3:47    |  |

| iTunes Store Bônus |                |         |  |
| N.º                | Título         | Duração |  |
| 17.                | "Runaway"      | 4:30    |  |
| 18.                | "Bicycle Song" | 3:23    |  |

## Paradas musicais
| País/Parada (2002)                    | Melhor posição |
| ------------------------------------- | -------------- |
| Argentina (CAPIF)                     | 2              |
| Austrália (ARIA)                      | 1              |
| Áustria (Ö3 Austria Top 40)           | 1              |
| Bélgica (Ultratop Flandres)           | 1              |
| Bélgica (Ultratop Valônia)            | 2              |
| Canadá (Billboard)                    | 1              |
| Dinamarca (Hitlisten)                 | 1              |
| Países Baixos (Dutch Charts)          | 1              |
| Europa (European Top 100 Albums)      | 1              |
| Finlândia (Suomen virallinen lista)   | 1              |
| França (SNEP)                         | 2              |
| Alemanha (Offizielle Deutsche Charts) | 1              |
| Grécia (IFPI Grécia)                  | 1              |
| Hungria (MAHASZ)                      | 2              |
| Irlanda (IRMA)                        | 1              |
| Itália (FIMI)                         | 1              |
| Japão (Oricon)                        | 4              |
| Nova Zelândia (RMNZ)                  | 1              |
| Noruega (VG-lista)                    | 1              |
| Polónia (ZPAV)                        | 1              |
| Portugal (AFP)                        | 2              |
| Escócia (Official Scottish Albums)    | 1              |
| Espanha (AFYVE)                       | 2              |
| Suécia (Sverigetopplistan)            | 1              |
| Suíça (Schweizer Hitparade)           | 1              |
| Reino Unido (Official Albums Chart)   | 1              |
| Reino Unido (UK Rock & Metal Albums)  | 1              |
| Estados Unidos (Billboard 200)        | 2              |

## Créditos
- Red Hot Chili Peppers – direção de arte
- Anthony Kiedis – vocais
- John Frusciante – guitarra, back vocal
- Flea – baixo
- Chad Smith – bateria
- Rick Rubin – produtor
- Vladimir Meller – masterização